# Колледжвилл (тауншип, Миннесота)
Колледжвилл (англ. Collegeville) — тауншип в округе Стернс, Миннесота, США. На 2000 год его население составило 3516 человек.

## География
По данным Бюро переписи населения США площадь тауншипа составляет 90,9 км², из которых 90,9 км² занимает суша, а 8,9 км² — вода (9,83 %).

## Демография
По данным переписи населения 2000 года здесь находились 3516 человек, 669 домохозяйств и 559 семей.  Плотность населения —  42,9 чел./км².  На территории тауншипа расположена 721 постройка со средней плотностью 8,8 построек на один квадратный километр. Расовый состав населения: 97,07 % белых, 0,63 % афроамериканцев, 0,06 % коренных американцев, 1,56 % азиатов, 0,03 % c Тихоокеанских островов, 0,34 % — других рас США и 0,31 % приходится на две или более других рас. Испанцы и латиноамериканцы любой расы составляли 0,85 % от популяции тауншипа.
Из 669 домохозяйств в 39,6 % воспитывались дети до 18 лет, в 78,0 % проживали супружеские пары, в 2,7 % проживали незамужние женщины и в 16,4 % домохозяйств проживали несемейные люди. 12,3 % домохозяйств состояли из одного человека, при том 2,4 % из — одиноких пожилых людей старше 65 лет. Средний размер домохозяйства — 2,85, а семьи — 3,11 человека.
16,7 % населения — младше 18 лет, 41,6 % — в возрасте от 18 до 24 лет, 16,8 % — от 25 до 44, 18,2 % — от 45 до 64, и 6,6 % — старше 65 лет. Средний возраст — 22 года. На каждые 100 женщин приходилось 261,0 мужчин.  На каждые 100 женщин старше 18 приходилось 320,8 мужчин.
Средний годовой доход домохозяйства составлял 61 146 долларов, а средний годовой доход семьи —  62 750 долларов. Средний доход мужчин —  36 926  долларов, в то время как у женщин — 27 391. Доход на душу населения составил 18 348 долларов. За чертой бедности находились 0,6 % семей и 6,0 % всего населения тауншипа, из которых 1,1 % младше 18 и 2,3 % старше 65 лет.